# Wat Phra That Phanom

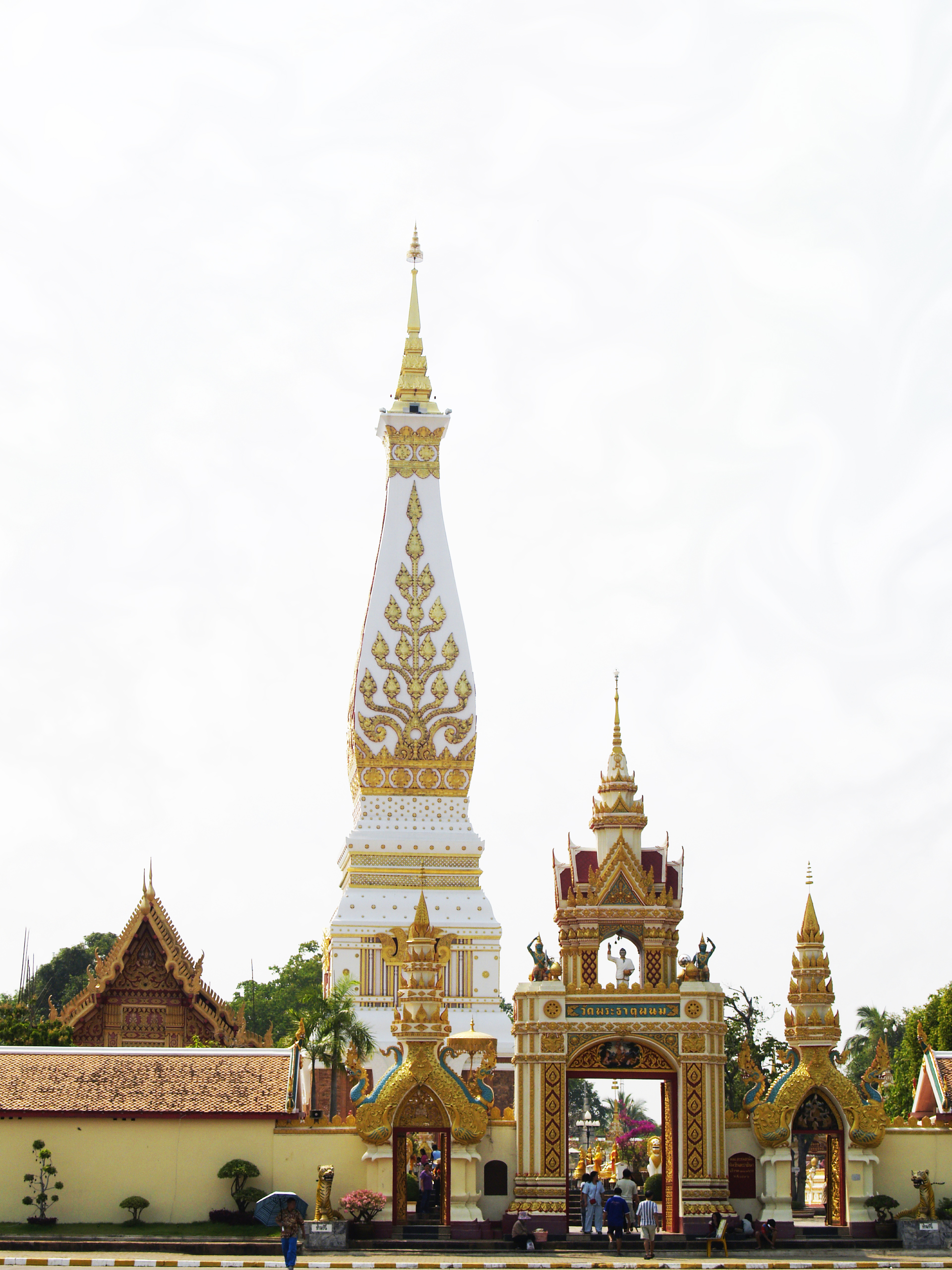
Wat Phra That Phanom

Wat Phra That Phanom (Thai: วัดพระธาตุพนม) ist eine der bedeutendsten und am meisten verehrten buddhistischen Tempelanlagen im Isan, dem Nordosten Thailands. Sie liegt im Zentrum der kleinen Stadt That Phanom (อำเภอธาตุพนม), unweit des Mekong, im südöstlichsten Zipfel der Provinz Nakhon Phanom. Die weitläufige Anlage erstreckt sich um einen etwa 900 n. Chr. erbauten Chedi, der hier That (ธาตุ, wörtl.: Reliquie) genannt wird und der im Lauf der Jahrhunderte mehrfach restauriert und umgestaltet wurde. In seinem Inneren soll sich eine Reliquie Buddhas (ein Schlüsselbein) befinden.

## Geschichte und Architektur

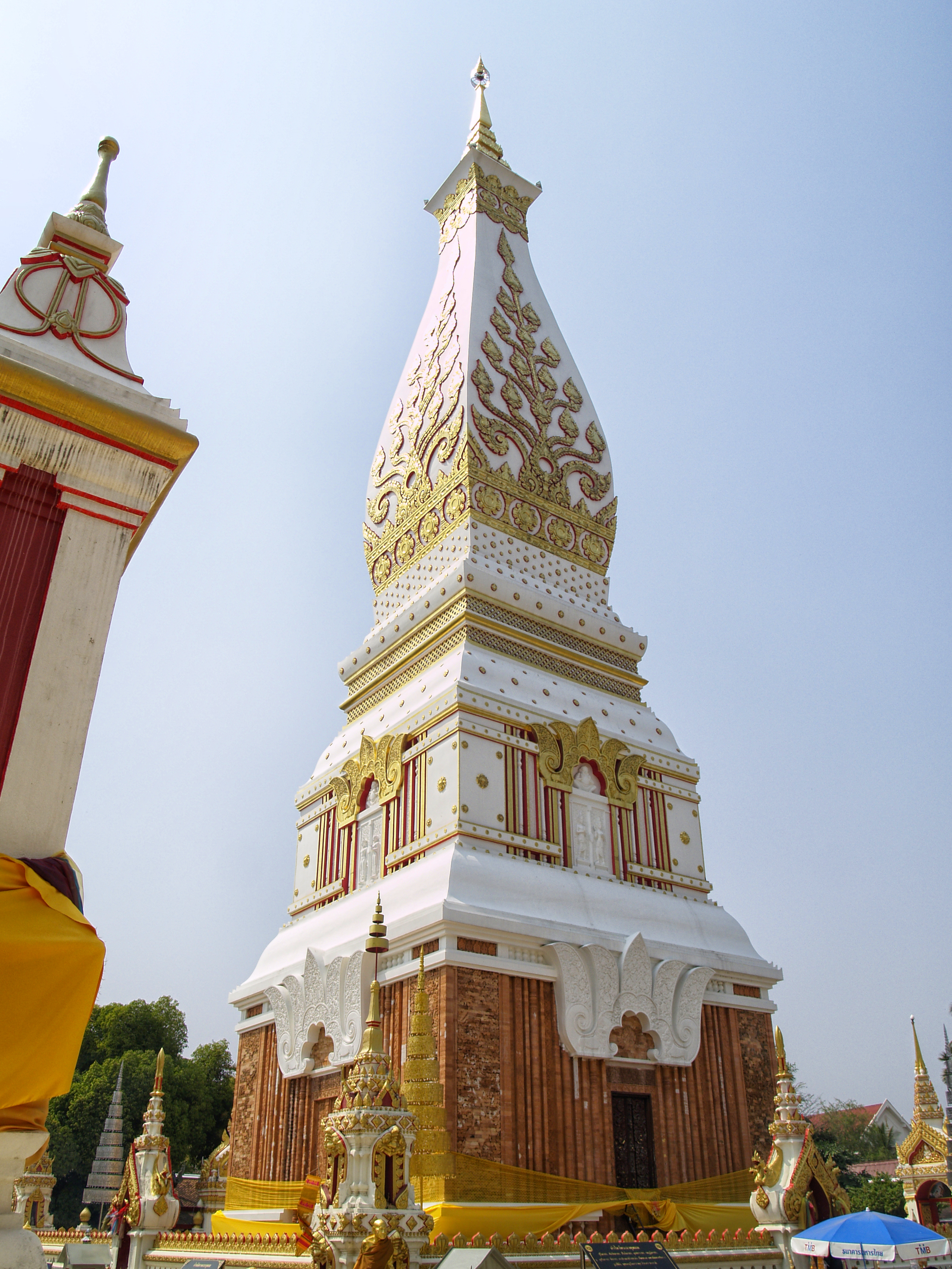
That

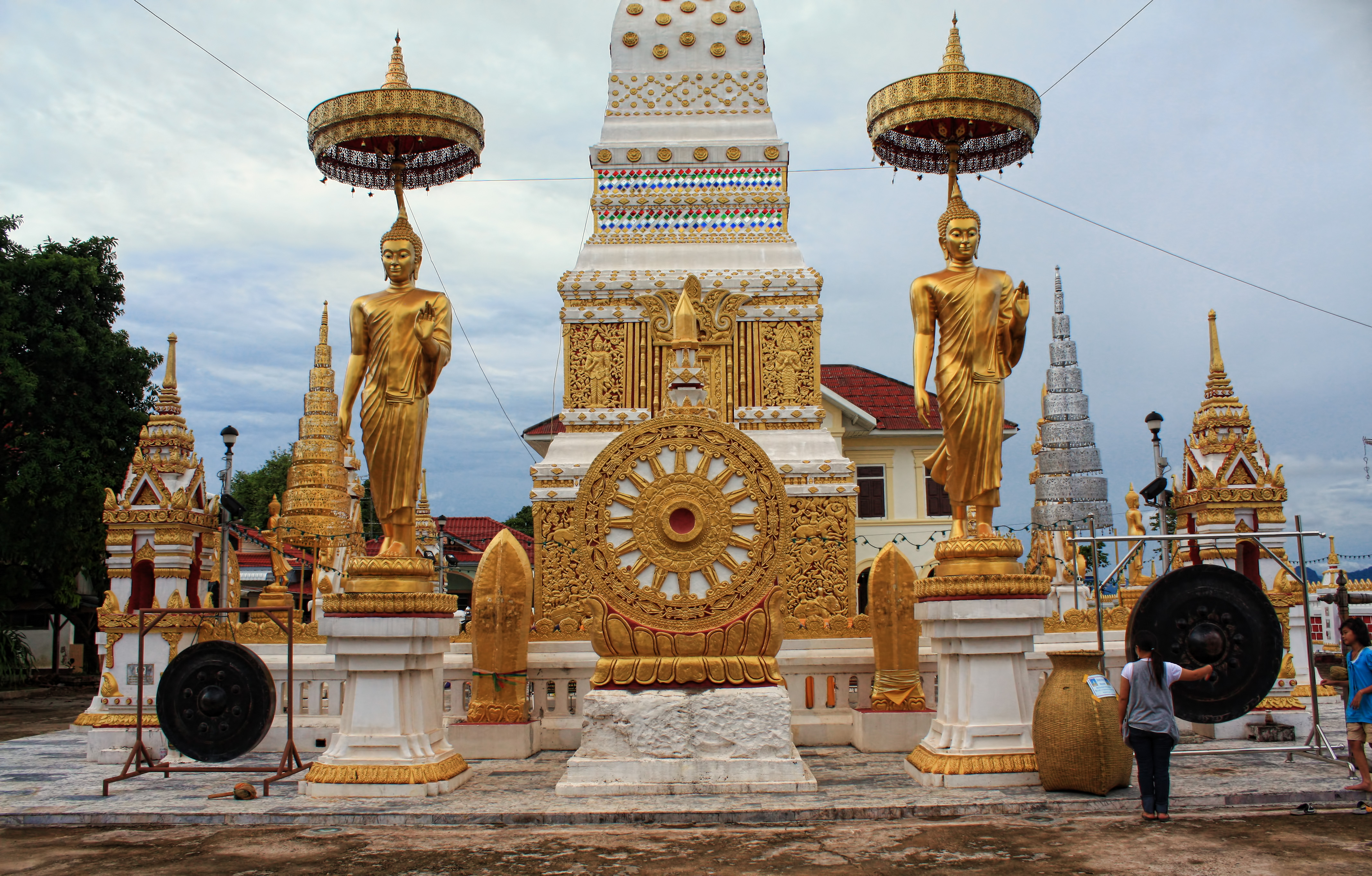
Basis des That

Bereits acht Jahre nach dem Tod Buddhas soll hier von fünf Königen des sagenhaften Königreichs Sri Gotapura ein erster 8 m hoher Bau errichtet worden sein. Ziegelsteinreliefs an der Basis des That aus dem 9. und 10. Jahrhundert dokumentieren den Einfluss der Dvaravati-Kultur. Vermutlich war That Phanom schon damals ein Zentrum des rituellen Lebens in der Region und ein Knotenpunkt des Handels mit Töpferware und landwirtschaftlichen Produkten zwischen der Khorat-Hochebene (dem heutigen Isan) und den Küsten Vietnams und Champas. Im 11. Jahrhundert war hier ein Zentrum der Khmer-Kultur im Machtbereich von Angkor. Ende des 13. Jahrhunderts wurde die Gegend dann von Lao übernommen.
Um 1614, während der Lan-Xang-Periode, wurden die Seiten des Heiligtums neu gestaltet und die Anlage mit einer Mauer umgeben. Annähernd seine heutige Form in laotischem Stil erhielt der That um 1690, als ihn der Mönch Phra Khru Luang Phonsamek auf 47 Meter Höhe aufstocken ließ. Außerdem wurden zahlreiche Verzierungen und eine Spitze aus 16 Kilogramm purem Gold angebracht. Die Plastiken sowie die Blumenornamente an den Außenseiten des That entstanden während der Rattanakosin-Periode um 1901.
1941 wurde der That erstmals renoviert und auf seine heutige Höhe von 57 Metern (anderen Quellen zufolge lediglich 52 Meter) gebracht. 1975 wurde er durch heftige Gewitterschauer stark beschädigt und musste deshalb bis 1979 ein weiteres Mal renoviert werden. Es heißt, der Turm sei damals mit 110 Kilogramm Gold vergoldet worden.

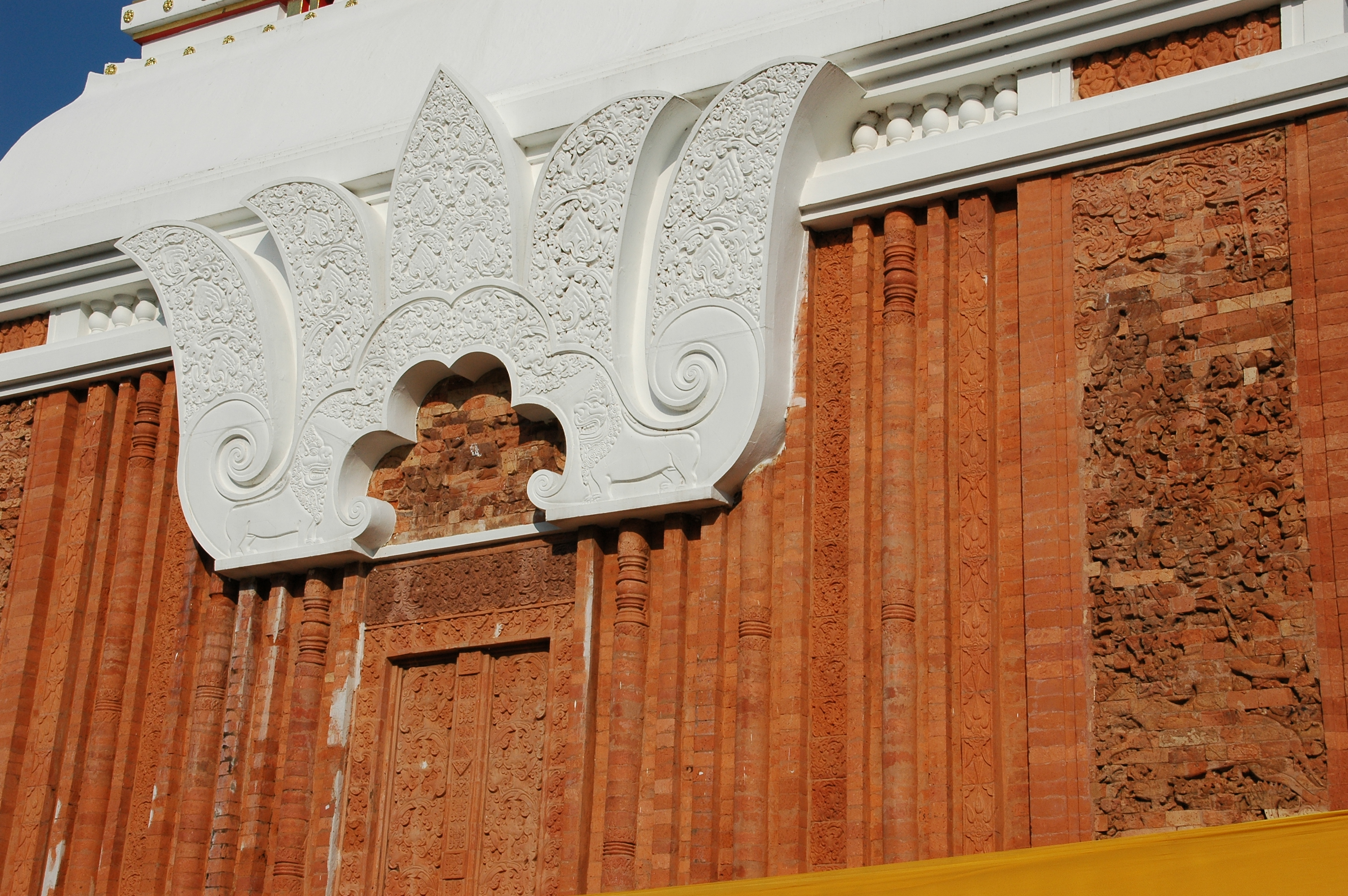
Detail mit Ziegelsteinreliefs an der That-Basis

Die quadratische Basis des That ist mit detailfreudig ausgeführten Reliefs im Khmer-Stil verziert. Hier sind Szenen aus der hinduistischen und buddhistischen Mythologie dargestellt, unter anderem der Eingang des Erleuchteten ins Nirwana. Vor dem That steht auf einem mehrstufigen Podest eine von einem goldenen Ehrenschirm bekrönte Buddha-Figur.
Alle weiteren Tempelbauten sind aus neuerer Zeit. Eine etwa zwei Meter hohe, reich verzierte und mit goldenen Zinnen bekrönte Mauer umgibt den quadratischen Hof rund um den That; ihre Innenwände sind mit bunt-naiven Wandmalereien versehen, die das Alltagsleben der örtlichen Bevölkerung darstellen. Die vier Ecken der Mauer zieren Glockentürme. In jede der vier Längsseiten der Mauer sind aufwändig dekorierte Toreingänge eingelassen, die außen von steinernen Löwen bewacht werden. Der nach Osten, zur Stadtseite, gerichtete und mit drei Toröffnungen versehene Haupteingang der Anlage ist besonders reich geschmückt. Um dieses quadratische Areal herum, in einer gepflegten Parklandschaft mit zahlreichen Bäumen und Blumen, liegen die übrigen Gebäude des Tempelkomplexes.
2017 wurde die Tempelanlage, die mit ihr zusammenhängenden historischen Gebäude und ihre landschaftliche Umgebung in die vorläufige Liste des UNESCO-Weltkulturerbes aufgenommen.

## Besonderheiten
Der That des Wat Phra That Phanom wurde in zahlreichen thailändischen (und auch in laotischen) Tempeln kopiert und imitiert – vorwiegend in der Provinz Nakhon Phanom selbst, aber auch im Wat Phra Putthabat Bua Bok im nicht allzu fernen Udon Thani; es finden sich sogar Beispiele in Zentralthailand. Außerdem prägt der That das Wappen der Provinz und wird auch in deren Wahlspruch zitiert.
Im thailändischen Volksglauben wird der Wat Phra That Phanom mit dem chinesischen Tierkreiszeichen des Affen in Verbindung gebracht. Im Jahr des Affen Geborene pilgern daher gerne hierher.